# Les Elles
 (juillet 2022).
Si vous disposez d'ouvrages ou d'articles de référence ou si vous connaissez des sites web de qualité traitant du thème abordé ici, merci de compléter l'article en donnant les références utiles à sa vérifiabilité et en les liant à la section « Notes et références ».
Les Elles est un groupe de musique français originaire de Caen, fondé en 1992 par Pascaline Herveet (chant, textes et musique), avec Sophie Henry (piano, accordéon, harmonisation), Sarah Auvray (chœurs, bruitages) et Christine Lapouze (violoncelle). 

## Biographie
Réputé pour son univers atypique, Les Elles rassemble dès le début des musiciennes chevronnées autour des textes et compositions de Pascaline Herveet , également comédienne, tout comme Sarah Auvray. Rapidement signé sur le label Chantons sous la truie de Boucherie Productions (François Hadji-Lazaro fait d'ailleurs une apparition à la mandoline sur leur premier album), le groupe enchaine les tournées et sort deux albums en 1995 et 1997.
Un premier virage s'amorce en 2000 quand le groupe intègre des instruments électroniques. C'est l'album Pamela Peacemaker, sorti en 2000 sur le label « Mohican » de Inca Music qui symbolise ce changement. À cette période, Sarah quitte le groupe, alors que Pierre Millet (trompette, flûte), qui était déjà présent en studio, et Stéphane Diatchenko (programmation, sampling) le rejoignent. Suivent un album live en 2001 puis un autre album studio en 2003, Siamoises, pour lequel un nouveau membre fait son apparition: Florent Richard. En 2001, Les Elle est nommée aux Victoires de la musique dans la Catégorie Découverte scène .
La nouvelle formation se sépare en 2005 et c'est seule en scène que Pascaline présente le nouveau spectacle des Elles, Joseph, en 2008. Elle y interprète le personnage principal, mi-homme mi-femme, évoluant dans une ambiance de bal durant l'entre-deux guerres. Pour l'album, sorti le 28 mai 2009, elle reforme un groupe où l'on retrouve Sophie Henry. C'est en compagnie de cette dernière et de son frère Nicolas Herveet, disparu en 2007, que Joseph avait été élaboré.
En 2010, la chanteuse, s'entoure de nouveaux compagnons, dont David Neerman, pour le « Merco break tour », préparé lors de résidences à Mâcon, Allonnes près du Mans, et Coustellet, où elle reprend les chansons des Elles mais propose aussi de nouvelles compositions.
Jusqu'à Siamoises, les pochettes de leurs albums sont dessinées par l'illustratrice Annabelle Cocollos.
En octobre 2013, les éditions Balandras et Vital Song  publient sur les plates-formes musicales en ligne une compilation intitulée Ah si j'étais riche. Cette dernière comprend 20 titres, dont 6 inédits.
En novembre 2015, les Elles fêtent leur 20 ans à la Cigale et tournent en France en 2016 avec une formation incluant les fondatrices Pascaline et Sophie.

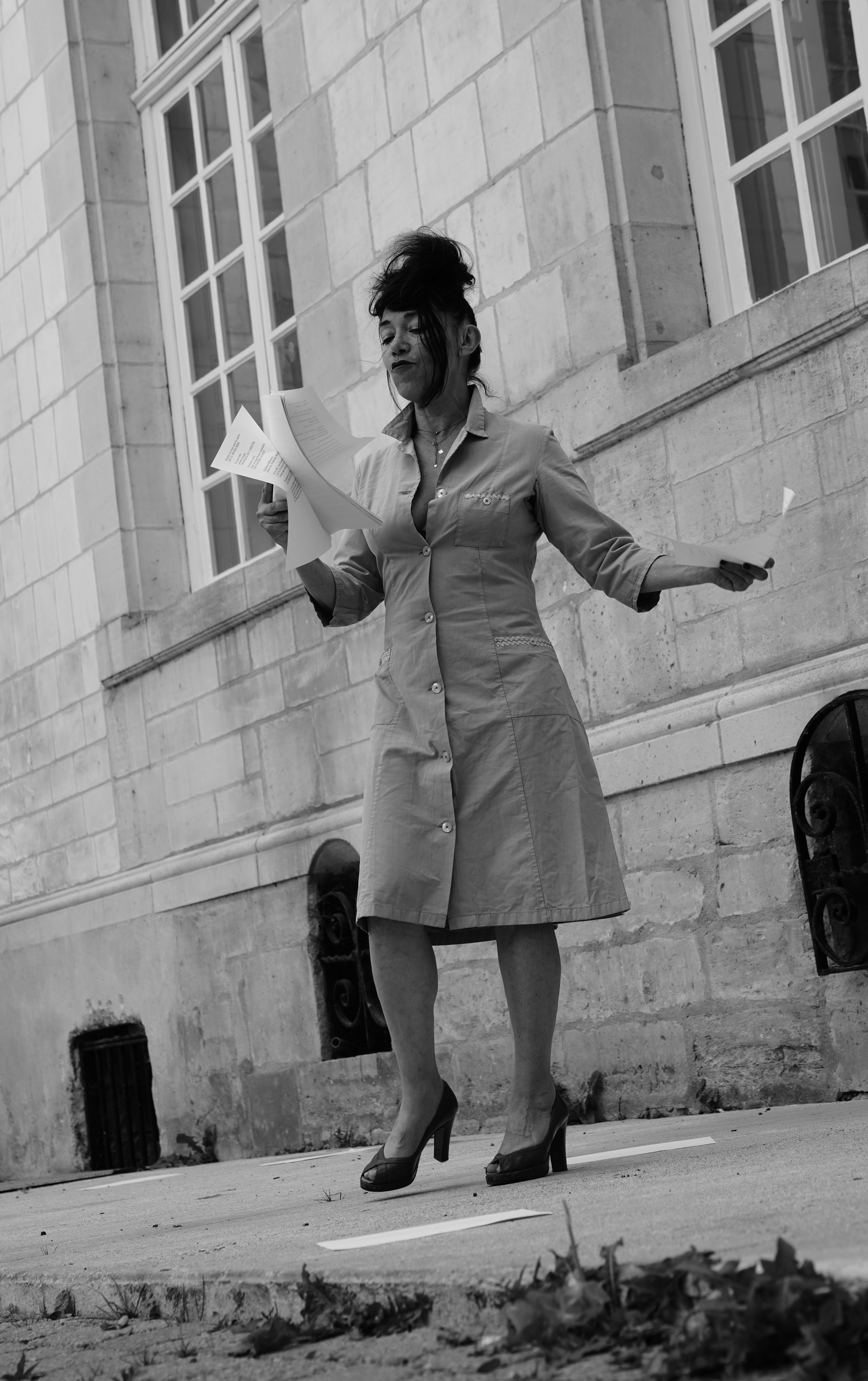
Lecture de Les petits bonnets lors du festival Furies 2025.

Parallèlement, Pascaline Herveet se produit régulièrement au sein du Cirque du Docteur Paradis et sur scène dans la lecture chantée de son livre Les petits bonnets.

## Formation
En 2015 :
- Pascaline Herveet - chant
- Sophie Henry - piano, orgue, accordéon
- Elodie Fourre - violoncelle, chœurs
- Ronan Berthou - percussions

Anciens membres
- Sarah Auvray - chœurs et bruitages, de 1994 à 1999
- Christine Lapouze - violoncelle, de 1994 à 2005
- Sophie Henry - piano, accordéon, harmonisation, de 1994 à 2010
- Stéphane Diatchenko - programmation, sampling, de 1999 à 2005
- Pierre Millet - trompette, flûte, de 1999 à 2005
- Florent Richard - contrebasse de 1999 à 2005

## Discographie

### Albums
Les deux premiers albums, simplement titrés Les Elles sont sortis sur le label Chantons sous la truie de Boucherie Productions, les trois suivants sur Mohican, un label de Inca Music, et le dernier, Joseph, est sorti en autoproduction.

### Participations
- 2010 : Les Ciseaux pointus court-métrage d'animation réalisé par Laurent Foudrot
- 2003 : Le Divorce, film de James Ivory - chanson Pamela Peacemaker
- 1996 : compilation Petite oreille (Boucherie Productions) - chanson La Cantine

## Filmographie
- 1998 : Le Bar des amants de Bruno Romy